# 마네즈나야 광장 (모스크바)

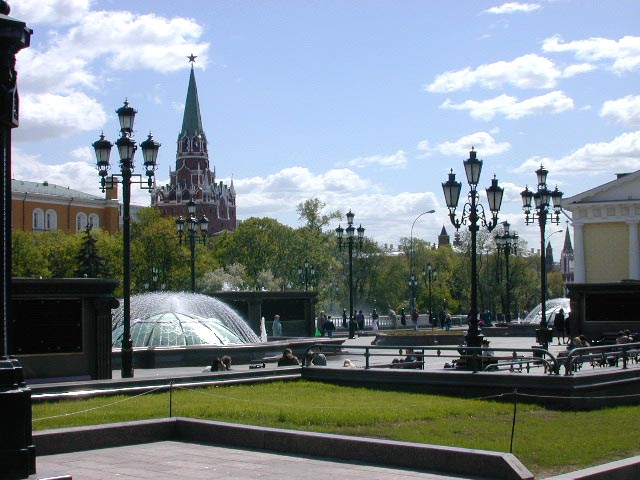
마네즈나야 광장의 모습

마네즈나야 광장(러시아어: Манежная площадь)은 러시아 모스크바 중심부에 위치한 광장으로, 붉은 광장의 북서쪽에 있다. 마네지(Манеж)는 프랑스어 manège에서 온 말로 승마 학교 등을 의미하는 단어로 광장 근처에 마장(馬場)이 있었다.
광장은 사방을 크렘린 벽을 따라 알렉산드롭스키 정원, 국립역사박물관, 호텔 모스크바 등으로 둘러싸여 있다. 광장의 남쪽에는 게오르기 주코프의 기마 동상이 있으며, 광장의 한가운데에는 오호트니 랴트 역이 있다.